# Dasypogonaceae
Las dasipogonáceas (nombre científico Dasypogonaceae) forman una familia de plantas monocotiledóneas endémica del sudoeste de Australia y Victoria. Son plantas herbáceas o arbustos con las hojas dispuestas en espiral, con vaina bien desarrollada y bases persistentes después de la muerte de la hoja. La familia fue reconocida por sistemas de clasificación modernos como el sistema de clasificación APG III (2009) y el APWeb (2001 en adelante), que la ubican en el clado Commelinidae, si bien a enero del 2011 aún no lograron asignarla a ningún orden. Tradicionalmente la familia había sido relacionada con otras monocotiledóneas xeromórficas de Australia, como Xanthorrhoeaceae (Dahlgren et al. 1985) o Laxmanniaceae (si subfamilia, Lomandraceae), como en Takhtajan (1997). En la familia se pueden reconocer dos subclados, el de Dasypogon + Calectasia y el de Kingia + Baxteria.

## Descripción
El género Kingia es un árbol pequeño, pero su estado es debido exclusivamente al crecimiento primario. Calectasia es una hierba como un arbusto, mientras que Baxteria y Dasypogon son hierbas rizomatosas. 
Las hojas están dispuestas en espiral, con vaina bien desarrollada y bases persistentes después de la muerte de la hoja.
Los caracteres de las flores de esta familia son como los de las monocotiledóneas lilioideas.

## Ecología
Distribuidas en el sudoeste de Australia y Victoria.
No son micorrícicas.

## Filogenia
Dasypogonaceae tradicionalmente se ubicada entre las lilioideas debido a los caracteres de sus flores, pero ahora es ubicada en Commelinidae sobre la base de sus caracteres que se corresponden con los caracteres diagnósticos de este clado (Rudall y Chase 1996), aunque hubo autores anteriores que las asociaron con otros grupos de monocotiledóneas xeromórficas de Australia, como Xanthorrhoeaceae (como en Dahlgren et al. 1985), debido a sus similitudes en el hábito, o Laxmanniaceae (anteriormente Lomandraceae) como en Takhtajan (1997).
Neyland analizando secuencias de ADNr (2002) encontró a Dasypogonaceae fuertemente asociada a Restionaceae y otras familias de Poales, y también en el árbol más corto de Chase et al. (2005) apareció como hermana de Poales pero solo con un 58% de apoyo "bootstrap", y esta relación particular no es sugerida por otros datos moleculares, y tampoco aparece en los análisis morfológicos. Sin embargo, trabajos recientes que utilizan conjuntos de genes tampoco la asocian a Arecales, y aun cuando lo hacen es con apoyo bajo (Givnish et al. 2006 y Chase et al. 2006 la encuentran cerca de Poales, Graham et al. 2006 la encuentran cerca de (Commelinales + Zingiberales)).

## Taxonomía
La familia fue reconocida por el APG III (2009), el Linear APG III (2009) le asignó el número de familia 90. La familia ya había sido reconocida por el APG II (2003).
La lista de géneros, según el APWeb (visitado en enero del 2009):
- Baxteria
- Calectasia
- Dasypogon
- Kingia

sensu APWeb (visitado en enero del 2009)
Sinonimia, según el APWeb (visitado en enero del 2009): Dasypogonales Reveal.